# Исламское государство (концепция)
Исла́мское госуда́рство — государство, в котором в основе жизни общества и государства лежит монотеистическая религия ислам.
Элементы конституционного, гражданского, уголовного, административного, семейного и процессуального права определены нормами шариата в таком государстве.
Исламская концепция государства отличается от западной. Прежде всего это концепция исламского государства, то есть государства «дар аль-ислам», то есть земли ислама, и государства, построенного по исламским законам. Таким образом, эта концепция описывает только собственно исламское государство, а не все вообще государства.
Понятие исламская форма государства является собирательным и включает в себя понятие политической формы ислама и типа исламского государства. Политическая форма государства показывает, при помощи каких доктринальных основ правит правитель, на какие законы опирается власть, то есть в какой-то степени это аналог формы правления, но включает в себя и доктринальные вещи правления.

## История
В 1342/1924 году после развала (упразднения) Османской империи египетский религиозный и общественный деятель Рида Мухаммад Рашид ввёл термин «исламское государство» как альтернативу ушедшему в историю Халифату.
Идеи исламского государства, мусульманского парламентаризма, основы которых заложили реформаторы из Египта, были на практике применены в отдельных мусульманских странах, например в Пакистане.

## Типы исламского государства
Тип исламского государства наиболее близок к западному понятию государственно-правового режима, однако это вся совокупность конкретных форм государств, а не только средств и способов правления.

### Султанат
Султанатом исторически называлось исламское государство с наследственной властью династии султана.
В мире в настоящее время два султаната — Султанат Оман и Султанат Бруней.

### Эмират
Эмират есть небольшое исламское государство, характеризуемое наследственной властью династии эмира или религиозным лидерством выборного эмира. Важен именно небольшой характер государства и его как бы этапность на пути возрождения халифата. Пример — Катар и ОАЭ.

### Имамат
Имамат является исламским государством, в котором лидером является религиозный духовный руководитель имам, обладающий непререкаемым религиозным авторитетом. Имамат свойственен больше шиитской доктрине государственной власти и возможен его глобальный характер как у халифата. Исторический пример — Йеменское Мутаваккилийское королевство.

### Халифат
Халифатом называют теократическое исламское государство, возникшее в результате арабо-мусульманских завоеваний в VII—IX вв. и возглавлявшееся халифами. Первоначальным ядром Халифата стала созданная пророком Мухаммадом в начале VII века в Хиджазе (Западная Аравия) мусульманская община — (умма). В результате арабских завоеваний было создано огромное государство, включавшее Аравийский полуостров, Ирак, Иран, Сирию, Палестину, Египет, Синд, Среднюю Азию, Северную Африку, Кавказ, большую часть Закавказья и Пиренейского полуострова. Слово Халифат (араб. خليفة, /khalīfah/ — «наследник», «представитель») — означает как титул халифа, так и обширное государство, созданное после Мухаммада арабами-завоевателями под предводительством его халифов.